# ATP Challenger Trophy 2008
L'ATP Challenger Trophy 2008 è stato un torneo di tennis facente parte della categoria ATP Challenger Series nell'ambito dell'ATP Challenger Series 2008. Il torneo si è giocato a Trnava in Slovacchia dal 22 al 28 settembre 2008 su campi in terra rossa e aveva un montepremi di €85 000+H.

## Vincitori

### Singolare
Alberto Martín ha battuto in finale  Julian Reister con il punteggio di 6–2, 6–0

### Doppio
David Škoch /  Igor Zelenay hanno battuto in finale  Daniel Köllerer /  Michal Mertiňák con il punteggio di 6–3, 6–1